# Jean Antoine Sarrasin
Jean Antoine Sarrasin (25 de abril de 1547, Lyon - 29 de noviembre de 1598 en Lyon) fue un médico francés del siglo XVI, profesor en la facultad de Montpellier.
Al igual que todos los médicos de la época, era un naturalista y botánico, poseyendo varios códices, y ayudó el trabajo de muchos comentaristas, debido a su gran erudición y conocimiento de idiomas; por ej. edita completamente las obras de Dioscórides, publicando De materia medica, en griego y en latín, Opera Dioscoridis, graece y América, scholiis cum publicados en 1598 en Ginebra, con su retrato y dedicadas a Enrique IV quien le dio la agregación al cuerpo de médicos de París.